# Танковая бригада имени Сталинградского пролетариата
Танковая бригада имени Сталинградского пролетариата — военизированное формирование из жителей Сталинграда, созданное во время Великой Отечественной войны. Бригада входила в Сталинградский корпус народного ополчения.

## Первый этап июль — декабрь 1941
Первый этап в истории танковой бригады народного ополчения имени Сталинградского пролетариата определяется тем, что основные военные события разворачиваются севернее Сталинграда (в первую очередь на Московском направлении) и сам Сталинград и область находятся в глубоком тылу.
Танковая бригада имени Сталинградского пролетариата разворачивалась в рамках создания Сталинградского корпуса народного ополчения. Началом создания корпуса можно считать 5 июля 1941 года, когда рабочие Сталинградского тракторного завода решили создать полк народного ополчения и призвали сталинградцев вступать в ряды ополченцев. 8 июля 1941 Сталинградский обком ВКП(б) и облисполком одобрили почин тракторозаводцев и поручили сформировать корпус народного ополчения к 15 июля. Помощь в обучении бойцов корпуса должен был оказать начальник сталинградского гарнизона полковник Соколов (с привлечением командного состава военных училищ гарнизона), а сами бойцы должны были обучаться без отрыва от производства. В штатном расписании предусматривалось самостоятельное танковое подразделение — сначала танковый полк, который впоследствии был преобразован в бригаду. Приказ по Сталинградскому корпусу народного ополчения № 1 от 12 июля 1941 года предусматривал создание танкового полка Тракторозаводского района (командиром полка А. И. Лебедев, заместитель командира полка Земляков. По плану формирования корпуса танковый полк должен был быть сформирован к 15 июля, с 15 по 20 июля планировались строевые учения, а с 20 июля полк должен был приступить к регулярной боевой подготовке.
К 15 июля был сформирован танковый батальон народного ополчения и назначено командование: командир батальона — капитан запаса, начальник цеха тракторного завода А. И. Лебедев; комиссар батальона — капитан запаса, бывший заведующий военным отделом райкома ВКП(б) А. В. Степанов. В батальон вступило более 1500 жителей тракторозаводского района Сталинграда.
Важной отличительной чертой народного ополчения Сталинграда стало то, что в ополчение вступали рабочие и инженерно-технические сотрудники предприятий, имеющие бронь. Общее количество должностей на заводах Сталинграда подлежащих бронированию на 1 июля 1941 года составило 11680 единиц. Именно высококвалифицированные рабочие и инженерно-технические работники составили костяк танковой бригады народного ополчения, встретившей врага в августе 1942 года. В марте 1942 года несколько экипажей с боевыми машинами были отправлены в действующую армию.
Регулярное обучение танкового батальона (с проведением учебных стрельб) началось с 26 октября 1941 года. Обучение проводилось в специальных классах-лабораториях, где водители-механики изучали ходовую часть танка, артиллеристы изучали танковое вооружение и приборы, радисты изучали рацию и коды, командиры танков и подразделений занимались на полигоне и топографических картах. Для обучения настройкам механизмов танка, приборов и вооружения танковые экипажи устраивались учебные пробеги закреплявшие на практике теоретические знания. 26 октября были проведены стрельбы по результатам, которых всему личному составу батальона была объявлена благодарность. Танковый батальон (штаб и классы-лаборатории) стал местом военного обучения гражданского населения Тракторозаводского района. За всё время военное обучение прошли около 6 тысяч работников тракторного завода и жителей Тракторозаводского района. Обучение проводилось без отрыва от производства, но с 1 декабря 1941 года командный состав народного ополчения до командиров рот включительно освобождался с отрывом от производства.
В ноябре 1941 года на объединённом пленуме обкома и горкома ВКП(б) было принято решение о необходимости переформировать танковый батальон в танковую бригаду. На этом же пленуме впервые прозвучало название: танковая бригада им. Сталинградского пролетариата.

## Второй этап: январь — июнь 1942
Второй этап развития определяется приближением фронта к Сталинграду и области и изменением общей стратегической обстановки на Советско-Германском фронте.
В связи с общими изменениями на фронтах Великой Отечественной войны произошли изменения в структуре Сталинградского корпуса народного ополчения. В частности в соответствии с приказом № 6-с от 4 февраля 1942 года отдельный танковый батальон Сталинградской стрелковой дивизии с 10 февраля был преобразован танковую бригаду имени Сталинградского пролетариата. Бригада состояла из двух танковых полков. Первый полк разворачивался на базе СТЗ (Тракторозаводской район), а второй полк на базе завода № 264 (Кировский район). Командиром бригады назначался А. В. Степанов, а комиссаром А. И. Лебедев. Командование бригады должно было к 10 февраля предоставить в штаб и политуправление корпуса план кадровых назначений. А. И. Лебедеву выделялась 1 тысяча рублей на приобретение учебных пособий для бригады. Фактически бригада существовала в виде четырёх батальонов, которыми командовали доцент механического института Н. Тинтаев, инженер-металлург Н. Л. Вычугов, инженер-механик В. Лебедев, Г. Уйбизов. 4 апреля тракторный завод передал танковой бригаде 135 бутылкомётов, 5 танков и артиллерийские тягачи.
Вот, что вспоминал комиссар бригады А. В. Степанов:

Нашей бригаде заводоуправление выделило пять учебных танков. Занятия мы проводили за речкой Мечёткой, не подозревая, что скоро нам придется в этих местах воевать по-настоящему.— 

## Третий этап: июль — 22 августа 1942
Третий этап определяется приближением фронта непосредственно к границам Сталинградской области и дальнейшим перемещением военных действий на территорию области и превращение города Сталинграда в прифронтовой город.
11 июля 1942 года Сталинградский городской Комитет Обороны принял постановление «О состоянии и мерах укрепления частей народного ополчения» в котором, кроме прочего, было принято решение о формировании из рабочих и служащих ещё трёх танковых батальонов: в Кировском районе один и в Тракторозаводском районе ещё двух. Бойцы народного ополчения должны были освобождаться от сверхурочных работ в пользу прохождения боевой подготовки. Начальники штабов полков и батальонов освобождались от работы на основном производстве на один месяц (15 июля — 15 августа) (с сохранением заработной платы) для организации боевой подготовки бойцов и командирской учёбы командиров подразделений народного ополчения.
Танковая бригада в июле была приведена в полную боевую готовность: танки были обеспечены полным вооружением и боекомплектом, резервные экипажи были полностью вооружены, а на случай ведения боя был создан план совместных боевых действий с отдельным учебным танковым батальоном РККА.

## 23 августа — сентябрь 1942: Участие в боевых действиях
23 августа 1942 года немецкие войска неожиданно для советского командования прорвались к Волге севернее завода СТЗ и заводского посёлка. Расстояние от немецких танковых подразделений до цехов тракторного завода составляло 2-3 километра. В сложившейся ситуации командование Сталинградского и Юго-восточного фронта, Сталинградского гарнизона и городские власти предпринимали все возможные шаги для того, что бы не допустить врага к заводу. Для прикрытия северных подступов к Сталинграду были привлечены все части и подразделения находившиеся в городе на переформировании или обучении. В том числе были подняты по тревоге части народного ополчения.
Вот как выглядели эти события глазами британского историка Энтони Бивора:

На северной промышленной окраине Сталинграда, в Спартановке, плохо вооружённые отряды рабочей милиции противостояли 16-й танковой дивизии вермахта. Многие шли в бой практически с голыми руками, на ходу подбирая оружие погибших товарищей. Итог этого противостояния был вполне предсказуем. Студенты технического университета рыли окопы под ураганным огнём вражеской артиллерии. Само здание университета было уничтожено ещё в первый день бомбёжек. Преподавательский состав образовал ядро местного «истребительного батальона». Один из профессоров стал командиром отряда. Комиссаром отряда была женщина, механик с тракторного завода. На самом тракторном заводе теперь выпускали танки Т-34, и добровольцы запрыгивали в боевые машины ещё до того, как их успевали покрасить. Танки с полным боекомплектом, хранившимся здесь же, на заводе, прямо с конвейера шли в бой. Сделанные наспех танки не оснащались прицелом и могли вести стрельбу только в упор, причём заряжающий следил за положением ствола, в то время как стрелок поворачивал башню.
Бойцы бригады совместно с другими частями народного ополчения были подняты по тревоге в 17:40 и в ночь выдвинулись на рубеж обороны севернее тракторного завода в район реки Сухая Мечётка. В первом бою принимали участие 337 бойцов под командованием младшего лейтенанта Николая Леонтьевича Вычугова.
24 августа командованием Сталинградского корпуса народного ополчения был издан приказ, по которому комиссару танковой части Степанову предписывалось выступить против прорвавшихся к городу фашистов. На этот момент в танковой бригаде числилось 60 танков и 1200 автоматчиков. Однако, 23 августа на фронт было отправлено 130 человек (в танковую бригаду).
Особой заслугой ополченцев танковой бригады является то, что они вместе с бойцами истребительных батальонов и частей гарнизона, выступив 24 августа против гитлеровцев, сорвали их попытку с ходу овладеть Сталинградом. Танковая бригада народного ополчения была выстроена в два эшелона. В первом эшелоне стояли 2-й, 3-й и 4-й батальоны, которые за неимением материальной части (танков) действовали, как стрелковые подразделения. Во втором эшелоне стоял 1-й батальон, имевший танки и выполнявший роль подвижного резерва. В первую ночь бригада прикрывала Дубовское шоссе, подступы к зенитным батареям, а также, используя танки в качестве неподвижных огневых точек, мост у реки Мокрая Мечётка в районе кинотеатра «Ударник». К полудню 24 августа 1-й батальон бригады установил связь с 21-м утб 99-й тбр. В это же время бригада вышла в район высот 101.3 и 93.2.
Танковая бригада занимала оборону в северной части Тракторозаводского района с 23 августа по 28 сентября 1942 года. Ополченец СТЗ И. А. Калашников, ставший механиком-водителем боевого танка, вспоминал:

Сначала было страшновато, а потом привык. Неприятель бьёт, а я маневрирую, будто, как и раньше, танк испытываю. Помогало мне и то, что я хорошо знал не только танк, но и местность, где развернулись бои, знал все ложбинки вокруг. Ведь ещё до этого, во время ополченской учёбы я их и пешком обошёл и на танке изъездил.— 
Примерно в течение недели ополченцы активно участвовали в оборонительных боях на севере Сталинграда. Потом постепенно они стали сменяться кадровыми частями.
События происходившие с 23 августа по 29 августа на северной окраине Сталинграда до конца не исследованы, но в общих чертах можно говорить о важнейшей роли бойцов народного ополчения Сталинграда в защите Сталинградского тракторного завода и самого Сталинграда в эти тяжёлые дни.

### Взгляд партийного руководства города
Вечером 23 августа на склоне балки Мокрая Мечётка оборону занимал истребительный отряд СТЗ (80 человек), танковая бригада народного ополчения (337 человек), курсанты 2-го учебного танкового батальона (115 человек). В ночь с 27 на 28 августа подошёл батальон 172-й стрелковой бригады, 28 августа на помощь пришёл полк НКВД, а 29 августа части 124-й стрелковой бригады полковника С. Ф. Горохова.

### Взгляд военных, участников событий
В мемуарах генерала-майора Н. И. Крылова (начальник штаба 62-й армии) говорится, что Командующий фронтом А. И. Ерёменко приказал начальнику Сталинградского автобронетанкового центра генерал-майору Н. В. Фекленко возглавить тракторозаводской боевой участок. Н. В. Фекленко использовал 60 Т-34, находившихся на территории СТЗ, для укомплектования 99-й танковой бригады подполковника П. С. Житнева. Бригаде был придан отряд танкистов, воевавших в пешем строю, сводный отряд морской пехоты Волжской флотилии, отряды народного ополчения и 282-й стрелковый полк майора М. С. Глушко 10-й дивизии НКВД. Колесник А. Д. добавляет, что по призыву начальника штаба 21-го учебного танкового батальона капитана А. В. Железнова на помощь пришёл батальон танковой бригады народного ополчения.
26-27 сентября возле Горного посёлка Тракторозаводского района сложилась трудная обстановка. На этот участок был переброшен батальон танковой бригады народного ополчения, который сдерживал противника с бойцами 124-й стрелковой бригады. В это время штаб ополченцев находился в здании ремесленного училища.
28 сентября немцы начали наступление на нескольких участках. Отряд ополченцев располагался вдоль Мокрой Мечётки от радиоузла до механического института. Штаб танковой бригады получил сообщение, что со стороны Сухой Мечётки и по балке, севернее механического института, просочились немецкие автоматчики, которые намереваются выйти на заводскую площадь. Навстречу врагу устремились танкисты. Вместе с комсомольцем Евгением Врублевским Николай Вычугов подбил семь немецких танков. В этом бою противник был отброшен за реку, но по итогам дня фашисты заняли здание механического института.
В этом бою погиб командир бригады Н. Л. Вычугов, посмертно награждённый орденом Красного Знамени.
Как самостоятельная единица бригада ополчения участвовала в обороне города до 5 октября 1942 года. 5 октября вышло постановление Военного Совета 62-й армии по которому, для усиления обороны заводов СТЗ, «Красный октябрь» и «Баррикады» вооружённые рабочие отряды зачислялись на довольствие в Красную Армию. С этого момента в Сталинграде фактически все ополченческие военные образования прекратили самостоятельное существование.

## Память
18 человек бойцов танковой бригады народного ополчения имени Сталинградского пролетариата были награждены орденами и медалями. Самым известным участником бригады является командир бригады Николай Леонтьевич Вычугов, чьим именем названа улица в Волгограде, а на одной из 37 именных мемориальных плит на Большой братской могиле мемориального комплекса «Героям Сталинградской битвы» на Мамаевом кургане высечено его имя.
В Волгограде открыты памятные знаки связанные с танкистами народного ополчения:
- На здании, в котором находился штаб танковой бригады народного ополчения (проспект Ленина, дом 215) в 1951 была открыта мемориальная доска[32];
- На здании цеха где работал Н. Л. Вычугов в 1968 была открыта мемориальная доска[33];
- Место, где формировались танковые экипажи добровольцев-рабочих СТЗ (ВГТЗ, цех № 5) в 1953 была открыта мемориальная доска[34].